# Portulaca edulis
Portulaca edulis är en portlakväxtart som beskrevs av Avinoam Danin och Bagella. Portulaca edulis ingår i släktet portlaker, och familjen portlakväxter. Inga underarter finns listade i Catalogue of Life.